# Dorcaschema wildii
Dorcaschema wildii är en skalbaggsart som beskrevs av Philip Reese Uhler 1855. Dorcaschema wildii ingår i släktet Dorcaschema och familjen långhorningar. Inga underarter finns listade i Catalogue of Life.